# Amber Benson
Amber Nicole Benson (ur. 8 stycznia 1977 w Birmingham w stanie Alabama) – amerykańska aktorka.

## Filmografia
- Król wzgórza (1993, King of the Hill) jako Ella McShane
- Zauroczenie (1993, The Crush) jako Cheyenne
- Człowiek honoru (1993, Jack Reed: Badge of Honor) jako Nicole Reed
- Zbrodnie wyobraźni (1994, Imaginary Crimes) jako Margaret
- Jack Reed: A Search for Justice (1994) jako Nicole Reed
- S.F.W. (1994) jako Barbara 'Babs' Wyler
- Jack Reed: One of Our Own (1995) jako Nicole Reed
- Bye Bye, Love (1995) jako Meg Damico
- Buffy: Postrach wampirów (1997–2003, Buffy the Vampire Slayer) jako Tara Maclay
- Szalona impreza (1998, Can’t Hardly Wait) jako Stephanie (sceny usunięte)
- Take It Easy (1999) jako Justy
- Deadtime (1999) jako Patty
- Mistrz przekrętu (2000, The Prime Gig) jako Batgirl
- Hollywood, Pennsylvania (2001) jako Mandy Calhoun
- The Enforcers (2001) jako Abby
- Don's Plum (2001) jako Amy
- Tabu (2002, Taboo) jako Piper
- Chance (2002) jako Chance
- Dni ostatnie (2003) jako Traci
- Totally Gay! (2003) jako ona sama
- The 100 Scariest Movie Moments (2004) jako ona sama
- Watchful Eyes (2004) jako Stephanie Gallagher
- Race You to the Bottom (2005) jako Maggie
- Intermedio (2005) jako Barbie
- Tripping Forward (2006) jako Gwen
- Przed ołtarzem (2007, Kiss the Bride) jako Elly